# GRACE

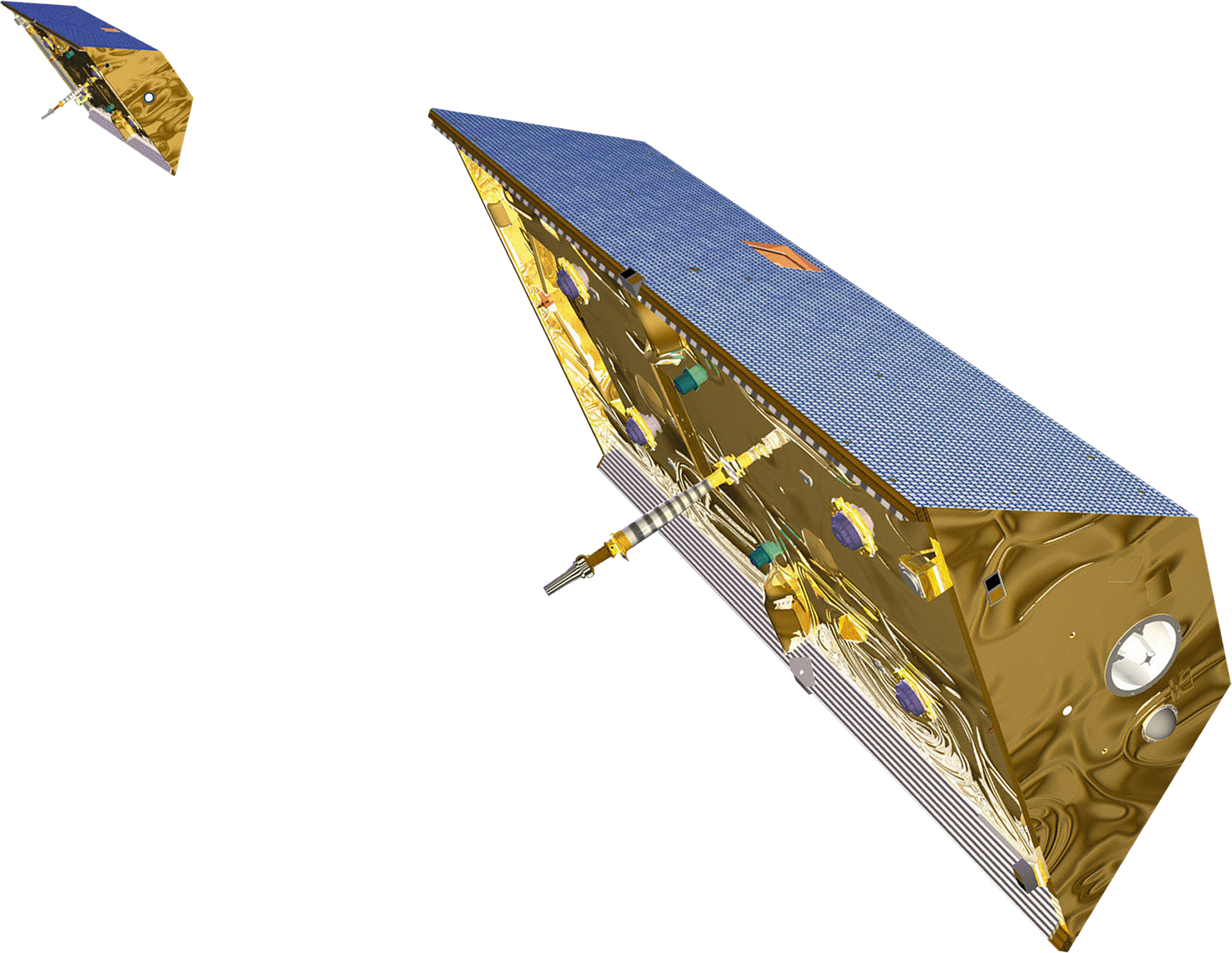
Супутники-близнюки

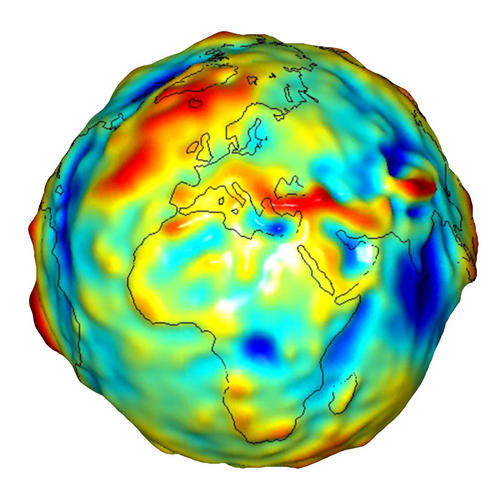
Гравітаційна модель за даними GRACE (Європа та Африка)

GRACE (англ. Gravity Recovery And Climate Experiment) — супутникова місія, націлена на вивчення гравітаційного поля Землі і його часових варіацій, пов'язаних, зокрема, із процесами зміни клімату.
GRACE картографував гравітаційне поле, вимірюючи положення двох однакових супутників (GRACE-1 та GRACE-2), які перебували на полярній орбіті на висоті 500 км на відстані близько 220 км один від одного. Супутники були запущені з космодрому Плесецьк 17 березня 2002 року.
Супутники неперервно обмінювалися радіосигналами в мікрохвильовому діапазоні, що дозволяло з мікронною точністю відстежувати зміни відстані між ними. Власний рух та орієнтація супутників реєструвалися за допомогою приймачів GPS, акселерометрів та зоряних датчиків. Крім того, супутники були обладнані кутниковими відбивачами для використання в супутниковій лазерній дальнометрії.
Супутники пролітали над кожною ділянкою Землі приблизно раз на місяць, що дозволяло відстежувати природне пересування мас (переважно пов'язане з кругообігом води в природі).
Місія була розрахована на п'ять років, але апарати успішно працювали більше п'ятнадцяти. У серпні 2017 року на другому апараті (GRACE-2) вичерпався ресурс батарей і в середині жовтня 2017 року було ухвалено рішення про припинення місії та виведення супутників з орбіти.

## Досягнення
За даними GRACE була побудована найточніша (на той час) карта глобального гравітаційного поля Землі[джерело?].
На основі спостережень протягом 2002 по 2005 років було доведено прискорене танення льоду Гренландії.
2006 року група дослідників на чолі з Ральфом фон Фрезі і Леремі Поттсом за даними GRACE виявила в Антарктиді маскон діаметром близько 480 км (див. Кратер Землі Вілкса).

## Подальша програма
Продовження программ — GRACE Follow-On (GRACE-FO) — було заплановано на кінець 2017 — початок 2018 року. 
Запуск супутників здійснено ракетою Falcon 9 з космодрому авіабази Ванденберг 22 травня 2018 року.